# عبد الرحمن المصري (موسيقي)
عبد الرحمن المصري (بالإنجليزية: Abdel Rahman El Masry) مغني وملحن مصري  كان له حضور في خمسينات القرن العشرين، وكان بطلاً لفيلم «بنادي عليك» للمخرج إسماعيل حسن وشاركه البطولة زوزو محمد عام 1955، كذلك بطلاً لفيلم «جرب حظك» للمخرج عيسى كرامة عام 1956، وشارك في الغناء في فيلم «نداء الحب» للمخرج إلهامي حسن عام 1956، وهو صاحب أول إعلانات في إذاعة الشرق الأوسط من القاهرة.

## أهم أغانيه
الناس قالوا لك إيه - بكرة تحب وتعذرني - تسابيح (نسخة الفيلم) - جرب حظك - دلوقتي بتتقلو - سلامات ياحبايب - على حيّ الامارة – على قد ما طال الليل - قبل ما اقابلك – موشح انا من وجدي - نضحك سوا (مع ليلى مجدي) - وحياة جمالك – يا اللي بنادي عليك - ياحليوه ميل 

## قائمة أفلامه
فيلم «بنادي عليك» للمخرج إسماعيل حسن عام 1955
فيلم «جرب حظك» للمخرج عيسى كرامة عام 1956
فيلم «صراع الجبابرة» للمخرج زهير بكير عام 1962

## وصلات خارجية
- عبد الرحمن المصري على موقع IMDb (الإنجليزية)
- عبد الرحمن المصري على موقع قاعدة بيانات الأفلام العربية
- عبد الرحمن المصري على موقع الدهليز
- عبد الرحمن المصري على موقع كاروهات

https://www.sama3y.net/forum/showthread.php?t=41066 عبد الرحمن المصري (موسيقي)
https://www.youtube.com/watch?v=gVqtod4n3SA عبد الرحمن المصري (موسيقي)
https://www.youtube.com/watch?v=qe1avsrr_1M عبد الرحمن المصري (موسيقي)